# Sylwester Kozera

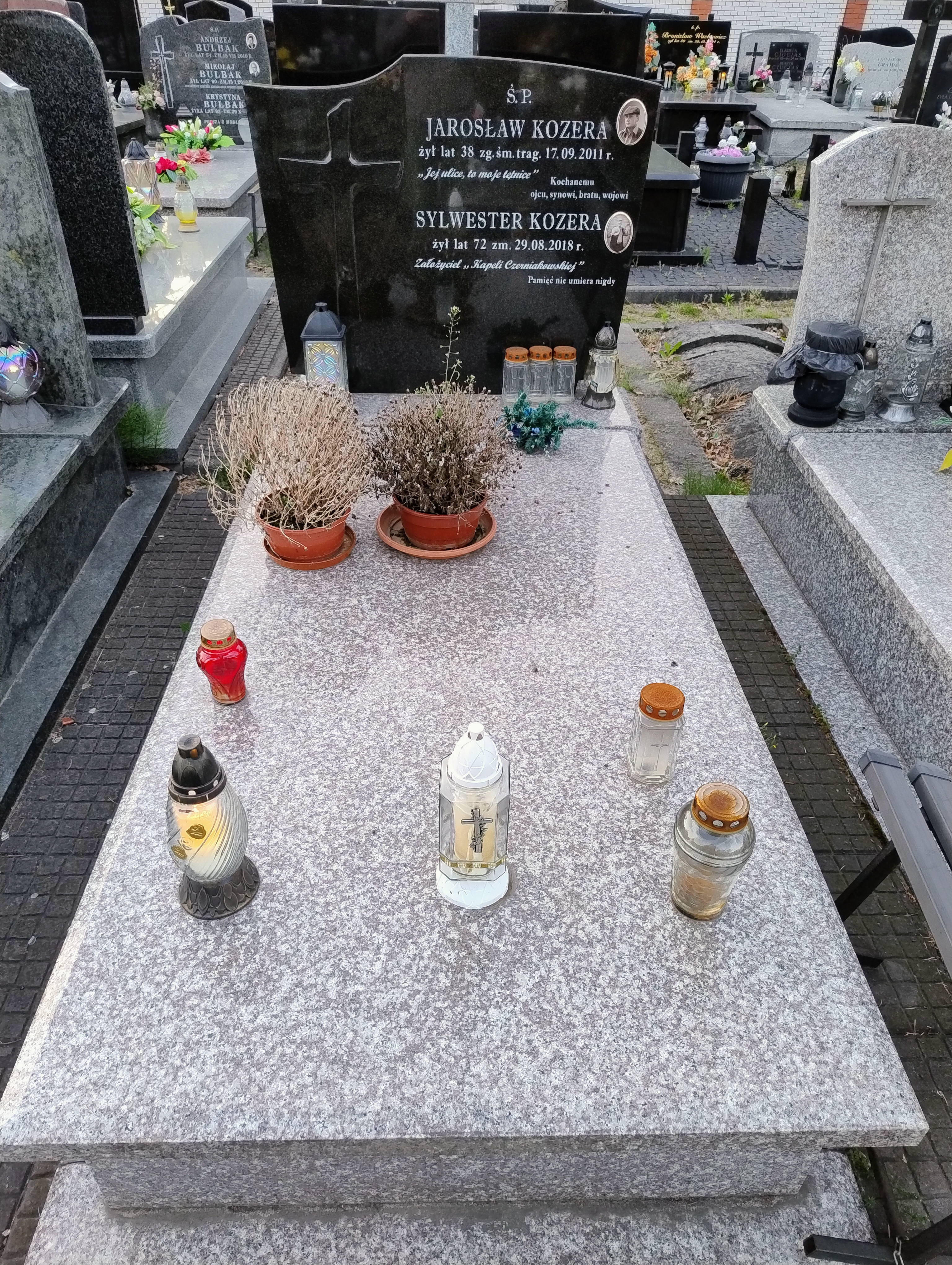
Grób Sylwestra Kozery

Sylwester Władysław Kozera (ur. 1946 w Warszawie, zm. 29 sierpnia 2018 tamże) – polski muzyk, współzałożyciel i wieloletni członek Kapeli Czerniakowskiej.

## Życiorys
Pochodził z warszawskich Sielc. Karierę muzyczną zaczynał od gry w szkolnej orkiestrze. W młodości grywał między innymi w zespole bigbitowym Chmiele. W 1968 po odbyciu służby wojskowej podjął pracę w Warszawskim Zakładzie Mechanicznym. W 1968 był także jednym z założycieli Kapeli Czerniakowskiej wraz ze Staśkiem Wielankiem i Krzysztofem Popielarzem, z którą pozostał związany jako wokalista, bandżolinista i gitarzysta, aż do śmierci w 2018. Wspólnie z Kapelą Czerniakowską zrealizował około 40 nagrań archiwalnych i kilkanaście zarejestrowanych na potrzeby programów radiowych i telewizyjnych, w tym także nagrania fonograficzne. Z zespołem koncertował zarówno w kraju i za granicą. Założył także Różyc Orchestrę i współpracował z Trupą Teatralną Warszawiaki, bywał też w składzie Ferajny z Biglem i gościnnie Orkiestry z Chmielnej. Szczególnie popularyzował odmianę bandżo typową dla folkloru warszawskiego „bandżolkę”, ale grywał też na zwykłym bandżo i gitarze. Zbierał dawne pieśni i nauczał ich młodszych. Wspierał działania m.in. Fundacji „Afryka Inaczej”, „Festiwal Grzesiuka” na Sielcach, „Kercelak” na Woli, "Spacery Muzyczne" i inne działania muzyczne na ulicy Ząbkowskiej przy Bazarze Różyckiego. Wprowadził zwyczaj grania 1 sierpnia wieczorem na cmentarzu Powstańców Warszawy, występ tam z „Warszawiakami” był jego jednym z ostatnich.  
W 2016 pojawił się i był autorem muzyki w filmie dokumentalnym w reż. Mateusza Szlachtycza pt. Grzesiuk, chłopak z ferajny. Wystąpił też w 2011 w serialu Czas Honoru i w 2017 w filmie Sztuka Kochania.
Zmarł 29 sierpnia 2018. Został pochowany na warszawskim cmentarzu w Marysinie Wawerskim.